# Santi Paladino
Santi Paladino (Scilla, Calabre, 1902 - Rome, 1981) était un journaliste, essayiste, homme politique et écrivain italien.
Il fut le premier, en 1927, à émettre l’hypothèse que la paternité des œuvres de William Shakespeare serait à attribuer à Michelangelo Florio, protestant italien qui trouva temporairement refuge en Angleterre et fut le père du lexicographe et traducteur anglais John Florio. En 1929, il créa, pour propager sa thèse, l’Accademia Shakespeariana, dissoute cependant dès l’année suivante sur décision des autorités policières fascistes, pour trouble à l’ordre public.
En 1944, il fonda, aux côtés de Corrado Gini et d’Ugo Damiani, le Mouvement unioniste italien, parti anti-communiste prônant l’annexion de l’Italie par les États-Unis et l’instauration progressive d’un gouvernement mondial, mais qui fut, par suite notamment de résultats insatisfaisants aux élections de 1946, dissous en 1948.
Il fut l’éditeur en 1926 à Scilla de Sirena, revue illustrée, littéraire et de variétés, et publia une série d’essais, dont plusieurs sur Shakespeare et un sur l’écriture de scénarios pour le cinéma. On lui doit d’autre part quelques ouvrages de science-fiction, publiés après la guerre, en particulier, outre quelques courts récits, le roman Oltre l'Apocalisse (litt. Au-delà de l’Apocalypse), qu’il fit paraître en 1957 sous le pseudonyme de Delta Billy. En 1980 enfin parut son dernier livre, Perché credo in Dio (litt. Pourquoi je crois en Dieu).

## Journalisme et autres écrits
Natif de Scilla, en Calabre, Paladino fonda en 1926 Sirena, revue littéraire vouée plus spécialement à la culture sicilienne et calabraise. Il publia par ailleurs des écrits sur divers sujets, entre autres Come scrivere et sceneggiare un soggetto cinematografico? : guida teorico-pratica (litt. Comment écrire et scénariser un sujet cinématographique, 1943) et plusieurs essais sur Shakespeare.

## Paternité des œuvres de Shakespeare

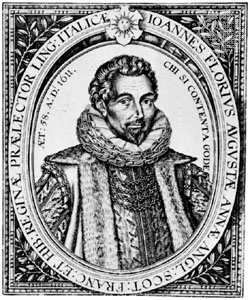
John Florio en 1611. Gravure figurant dans la 2e édition de son dictionnaire. Selon Paladino, John Florio rédigea la version finale des pièces créées à l’origine par son père Michelangelo Florio.

Paladino fut le premier à suggérer, en 1927, que Michelangelo Florio était l’auteur des œuvres de Shakespeare. Il exposa sa vision d’abord dans la revue littéraire fasciste L'Impero en février de cette même année, puis, deux ans plus tard, développa plus avant ses arguments dans l’opuscule Shakespeare sarebbe lo pseudonimo di un poeta italiano (litt. Shakespeare serait le pseudonyme d’un poète italien, 1929). Pour aider à la diffusion de sa thèse, il fonda la même année l’Accademia Shakespeariana, laquelle fut cependant dissoute l’année suivante par les autorités locales, ses buts ayant en effet été déclarés contraires à la politique publique par le gouvernement fasciste ; les documents en possession de Paladino furent confisqués et la vente de l’ouvrage interdite.
La théorie de Paladino s’appuie sur l’argument, utilisé par d’autres anti-stratfordiens, selon lequel l’œuvre de Shakespeare dénote une connaissance intime de la culture et de la géographie italienne. Santi Paladino émit l’hypothèse que William Shakespeare n’était qu’un pseudonyme, derrière lequel se tenait dissimulé Michelangelo Florio, moine toscan converti au protestantisme, qui pour cela fut incarcéré et condamné à mort à Rome. Florio réussit pourtant à s’enfuir en 1550 pour entamer une longue pérégrination en Italie et à travers l’Europe, faisant étape également en Angleterre, où sa femme, qui était probablement anglaise, donna naissance en 1553 à leur fils Giovanni (ou John). Peu après la famille Florio se transporta en Suisse italienne, et se fixa définitivement à Soglio dans le Val Bregaglia. Dans la version de Paladino, Michelangelo Florio se trouvait à Messine lorsque fut représentée la comédie Tantu trafficu pe' nnenti (titre qui fait écho à celui de la pièce shakespearienne Beaucoup de bruit pour rien), et surtout, il ne serait pas mort à Soglio (où son nom est mentionné jusqu’à fin 1566), mais s’en serait retourné en Angleterre en compagnie de son fils Giovanni ; une fois dans ce pays, il se serait consacré à composer des drames et des sonnets et y serait mort vers 1605, année à laquelle cessa l’activité littéraire de Shakespeare. Du reste, il aurait forgé le nom de Shakespeare en traduisant mot à mot en anglais le nom de jeune fille de sa mère, Crollalanza, composé du verbe crollare, variante archaïque de scrollare, secouer, et de lanza, lance, javelot. Hermann W. Haller appelle cet opuscule de 1929 « un pamphlet bourré de fantaisie et de distorsions historiques », tandis que Frances Yates le qualifia d’« ouvrage stupéfiant », renfermant notamment l’affirmation que Florio aurait voyagé en Espagne, en Autriche, à Athènes, en France et au Danemark, mais ne fournissant « aucune autorité » pour étayer ces assertions. De plus, souligna Yates, la thèse de Paladino était quelque peu affaiblie par le fait qu’il tendait à confondre Michelangelo et son fils John Florio. L’argumentation de Paladino repose pour une grande part sur la similarité entre certains vers du livre Second Fruits de John Florio et certaines lignes dans Hamlet ; d’ailleurs, Second Fruits est en fait l’œuvre de John, non de Michelangelo.
Après la Deuxième Guerre mondiale, les idées de Paladino furent reprises par l’écrivain et journaliste lombard Carlo Villa dans un roman paru en 1951. Villa adjoignit à son roman un essai défendant le point de vue que Florio serait le véritable auteur des œuvres de Shakespeare. Dans la version de Villa, John Florio, ayant été adopté par John Shakespeare, père de William, devient Shakespeare au sens littéral. Friderico Georgi (alias Franz Saalbach) publia lui aussi un livre défendant cette thèse. Par la suite, Paladino ordonna ses idées et adapta sa théorie de façon à corriger son ancienne confusion entre les deux Florio ; dans Un italiano autore delle opere shakespeariane (1955), il exposa désormais l’idée que Michelangelo et John Florio avaient collaboré pour créer les pièces, Michelangelo rédigeant une version originale en italien et John en donnant ensuite une traduction anglaise ; enfin, le duo aurait conclu avec l’acteur William Shakespeare un « accord secret », par lequel ce dernier devait se faire passer « à titre temporaire ou permanent » pour l’auteur des œuvres ainsi publiées.
Des variations sur la vision de Paladino ont été développées par d’autres auteurs, pour la plupart italiens, notamment Martino Iuvara (2002), Lamberto Tassinari (2008), et Roberta Romani et Irene Bellini (2012).

## Activité politique
Le 12 octobre 1944, alors que les alliés occupaient l’Italie, Paladino fonda, conjointement avec l’ancien sociologue fasciste Corrado Gini et le statisticien Ugo Damiani, le parti anti-communiste Mouvement unioniste italien (en abrégé MUI). Le parti estimait qu’il incombait au gouvernement des États-Unis d’absorber tous les pays libres et démocratiques du monde, et par là de se transformer en un gouvernement mondial siégeant à Washington DC. C’est l’Italie qui devait lancer le processus en se joignant aux États-Unis au titre de 49e État fédéré. La répétition de cette démarche par d'autres pays devait donner lieu finalement à un gouvernement mondial.
Le parti faisait face au parti Mouvement pour l'indépendance de la Sicile, créé peu de temps auparavant. Son programme était en opposition au Parti de la reconstruction, qui revendiquait 40 000 membres en 1944 et faisait campagne pour que la Sicile fût admise au titre d’État américain. Paladino en revanche voulait que l’Italie demeurât intérieurement unifiée et s’intégrât en tant que telle dans une union fédérative avec les États-Unis. Paladino déclara : « l’Italie et certains autres pays se fédérant aux États-Unis, et moyennant beaucoup de bombes atomiques, il n’y aurait pas de guerres. Cela résoudrait tous les problèmes de l’Italie ». Paladino arguait qu’une union plus étroite avec l’Amérique était nécessaire pour contrecarrer l’avancée du communisme sous direction soviétique.
Paladino devint l’un des principaux promoteurs italiens d’un gouvernement fédéral mondial, et participa au congrès de Montreux du Mouvement mondial en 1947. Cependant, le mouvement n’eut guère de succès en Italie même. À la suite de plusieurs échecs électoraux, le parti fut dissous en 1948.

## Science-fiction et dernières œuvres
Dans la décennie 1950, il produisit de la littérature de science-fiction, e.a. une série de nouvelles publiées en 1957, sous le pseudonyme de Billy Delta et de Michel Deltheil. Son roman de science-fiction intitulé Oltre l'Apocalisse (litt. Au-delà de l’Apocalypse) parut dans la collection Narratori dell'Alpha-tau. Archivi del futuro (Irsa Muraro éditeur) . Il écrivit encore L'avventura di Mary (litt. l’Aventure de Marie) en 1958, et L'invasione della Terra (litt. l’Invasion de la terre) en 1960.
Paladino continua de publier jusque peu avant sa mort, son ultime ouvrage étant Perché credo in Dio (litt. Pourquoi je crois en Dieu), paru en 1980.